# 今尾神社
今尾神社（いまおじんじゃ）は、岐阜県海津市にある神社。旧社格は郷社。春の大祭は、「今尾の左義長祭」として知られ、大規模な左義長であり、岐阜県重要無形民俗文化財に指定されている。

## 祭神
主祭神
- 豊受姫大神（とようけひめのおおかみ）

配祀神
- 天津大神（あまつおおかみ）

## 歴史
- 慶長19年（1614年）、今尾の伊勢神宮神領に外宮より豊受姫大神を勧請し、神明神社として創建される。
- 明治29年（1896年）、今尾の産土神とされる天津神社（創建時期不明、郷社）が長良川、揖斐川の洪水で流出する。御神体は無事であり、神明神社に仮移設される。
- 昭和3年（1928年）、神明神社に天津神社が合祀される。この際に地名より今尾神社に改称される。
- 昭和9年（1934年）、社殿を改築する。

## 境内社
- 今尾護國神社 - 昭和6年（1931年）創建
- 猿田彦神社
- 祖霊神社 - 竹腰正信など今尾藩歴代藩主を祀る。
- 平田神社 - 宝暦治水で犠牲になった薩摩藩家老平田靱負及び薩摩藩士84名を祀る。
- 稲荷神社
- 今尾秋葉神社（境外社） - 今尾神社の御旅所

## 祭事

### 今尾の左義長

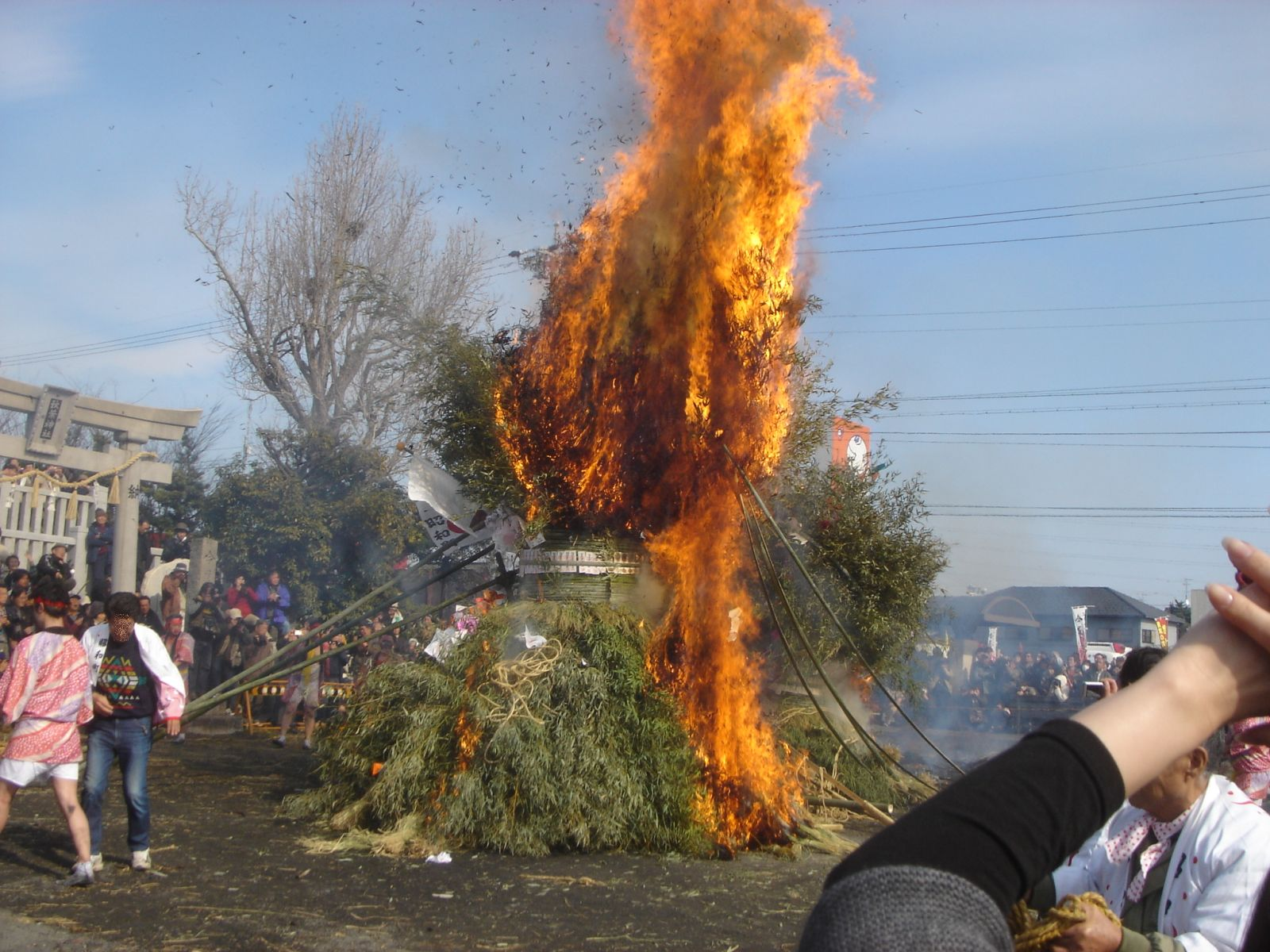
2008年、今尾秋葉神社にて（他画像）

- 旧暦1月17日に行われる左義長であり、各氏子組毎に作り上げられる物は鼓型で、高さ6m、周囲6m、重さ2tになる。使われる竹は1,000本以上という。この鼓型竹神輿に、神宮大麻や今尾神社、今尾秋葉神社の神札を結び付け、正面には海老の飾り物をつけ、「 和合楽 」「 自福円満楽 」「 家内長久 」と大書した五色旗を立てる。
- 当日早朝、今尾神社で神事が行われた後、御旅所の今尾秋葉神社の方に各氏子の手で運ばれ、宮司の手から神前の灯明の火を取り継ぎ氏子が点火する。火花が飛び散るこの周りを長襦袢、白足袋姿の若者が走り回る。7割が燃えたころに、その年の恵方の方位へ倒して吉凶を占う。この残り火で焼いた餅を食べると無病息災という。
- 明和4年（1767年）に境外社の今尾秋葉神社が創建されているのだが、左義長は今尾秋葉神社創建以前より行われていたという。安政5年（1858年）、今尾藩9代目藩主竹腰正富が倹約令により左義長を中止させたところ、今尾藩で大火が起きてしまったという。このことから翌年には、火難災難厄除けの祭りとして再開されている。

## 立地
所在地
- 岐阜県海津市平田町今尾3055-8

交通アクセス
- 最寄バス停：名阪近鉄バス海津線 バス停「今尾」下車後、徒歩約8分（北へ約650m）